# Earl Hooker
Earl Zebedee Hooker (Quitman County, 15 januari 1930 – Chicago, 21 april 1970) was een Amerikaanse bluesartiest uit de 20ste eeuw.
Hooker maakte veel gebruik van de slidegitaar, een speeltechniek voor gitaar die veel in bluesmuziek wordt toegepast. Hij trad regelmatig op met artiesten als Sonny Boy Williamson II, Junior Wells en neef John Lee Hooker.
Hij gaf zijn laatste optredens in Chicago, waar hij op 40-jarige leeftijd overleed aan de gevolgen van tuberculose.

## Discografie
Een selectie van albums met Hookers muziek.
| Jaar | Titel                          | Opnames uit     |
| ---- | ------------------------------ | --------------- |
| 1968 | The Genius of Earl Hooker      | 1964-1967       |
| 1969 | 2 Bugs and a Roach             | 1968            |
| 1969 | Sweet Black Angel              | 1969            |
| 1970 | If You Miss 'Im...I Got 'Im    | 1969            |
| 1970 | Hooker and Steve               | 1969            |
| 1972 | His First and Last Recordings  | 1953, 1968-1969 |
| 1973 | I Couldn't Believe My Eyes     | 1969            |
| 1985 | Play Your Guitar, Mr. Hooker!  | 1964-1968       |
| 1998 | The Moon Is Rising             | 1968-1969       |
| 2006 | An Introduction to Earl Hooker | 1959-1962       |